# Кам'яне-Случанське
Кам'яне-Случа́нське (до сер. ХХ ст. Кам'яне́, Камінне) — село у Вирівській сільській громаді Сарненського району Рівненської області України.

## Географія
Село на південному заході Полісся, розташоване по лівому березі річки Случ.

## Герб
У щиті з чорною базою, вищерблено перетятому зеленим і лазуровим, поверх всього срібний гусак з червоними дзьобом і лапами і чорними очима.

## Історія
У XV — пер. пол. XVI століття Кам'яне у складі Великого князівства Литовського. Адміністративно належало до Овруцького староства Київського воєводства.
Уперше на письмі згадується 1509 року як село КамяноԐ. Згідно привілею короля і великого князя литовського Сигізмунда І Старого, руські бояри Дмитро, Богдан і Андрій Івашенцевичі отримали низку маєтків на Київщині: Рют Новий і Старий, Тоганів, Очків, Новосільці, Костомирів, села й селища Кам'яне, Опачичин (Іспачичі), Мухоїдовичі, Кобановичі, Максимовичі, Загальці, Скубричі, Жерове, Копилове, Новостав, Совку, Воронине, Борисів, а також двори в Києві та Овручі. До того часу Кам'яне разом з переліченими поселеннями належало Івану Львовичу князю Глинському.
У 1522 році свої права на село Кам'яне заявили волинські бояри Василь Боговитинович та Семен Бабинський. На цей час воно ще належало київським боярам Івашенцевичам.
У ревізії Овруцького замку від 1545 року село зазначене вже як власність Семена Бабинського, а згодом його сина Андрія Бабинського.
З 1569 року й по кін XVIII ст. ці землі були інкорпоровані до складу Польської Корони згідно Люблінської унії. На північ, одразу за селом Чудель розпочиналися землі Пинського повіту Берестейського воєводства, які й далі належали до Великого князівства Литовського. По інший берег річки Случ — землі Луцького повіту Волинського воєводства Корони Польської. До др. пол. XVIII ст., Кам'яне — володіння та один з головних центрів шляхтичів Бабинських. Поряд функціонували кам'яні рудні, за наявності лісу тут виготовляли попіл, поташ які сплавляли річкою Случ, зокрема на експорт до портів Балтійського моря.
Відомо, що у Кам'яному функціонувала церква Св. Василя Великого (соснова, дерев'яна), яку було зведено у 1722 році.
На 1789 рік селом володів Антоній-Ян-Непомуцен князь Святополк-Четвертинський.
З 1793 року у складі Волинського намісництва Російської імперії. З 1804 року Волинська губернія.
Станом на 1859 рік, Кам'яне було власницьким селом, тут діяла дерев'яна православна церква та римо-католицька каплиця, налічувалося 47 дворів та 313 жителів (111 чоловіків і 202 жінок), з них 294 православних, 14 римо-католиків і 5 євреїв.
У 1906 році село належало до Вирівської волості Рівненського повіту Волинської губернії. Відстань від повітового міста 110 верст, від волості 10. Дворів 115, мешканців 872.
З 1917 по 1920 рік у складі Погоринського краю Української Народної Республіки.
З 1921 по 1939 рік у складі Сарненського повіту, Волинського воєводства, Польської республіки.
Після вторгнення Червоної армії 17 вересня 1939 року до Польщі, Кам'яне у складі Сарненського району, Рівненської області, УРСР.
Під час німецької окупації у складі Рівненської управи Райхскомісаріату Україна. Від початку 1944 року знову складі Сарненського району, Рівненської області, УРСР. Було змінено історичну назву села Кам'яне на — село Кам'яне-Случанське.
З проголошенням відновлення незалежності України 24 серпня 1991 року, Кам'яне-Случанське — Сарненський район Рівненської області.
Від 1 січня 2021 року, відповідно до постанови Верховної Ради України № 807-IX від 17 липня 2020 року, Кам'яне-Случанське у складі Сарненського району, Рівненської області до якого увійшли також бувші Рокитнівський та Дубровицький райони.

## Інше
Село Кам'яне-Случанське належить до 3 зони радіоактивного забруднення.

## Населення
За переписом населення 2001 року в селі мешкало 1 330 осіб.
На 2021 рік населення становить 1379 осіб.

### Мова
Розподіл населення за рідною мовою за даними перепису 2001 року:
| Мова       | Відсоток |
| ---------- | -------- |
| українська | 99,85 %  |
| російська  | 0,07 %   |